# 丁酸睾酮
丁酸睾酮（英語： 或 testosterone butanoate）是睾酮的17β羟基的丁酸酯，是一种人工合成的雄激素酯，最早在1930年代合成。